# 珍島金氏
珍島金氏（チンドギムし、진도김씨）は、朝鮮の氏族の一つ。本貫は全羅南道珍島郡である。2015年の調査では、1,539人である。
『新羅金氏分宗譜』によると、高麗で戸部尚書を務めた金奕興の子孫である金自敬が朝鮮時代に宣務郎を務め、その子孫たちが珍島に土着世居することで本貫を珍島にした。その他、『朝鮮氏族統譜』や『東国輿地勝覧』などの文献は司勇を務めた金千孫を一世祖とし、高麗の時に三政の一つである軍政に働いていた金国檳を一世祖とする文献もある。また、金国檳は中国・後漢の人で、三国時代に官渡の戦いを避けるため、船に乗って珍島に亡命し、新羅の味鄒王の下で慶州で軍国政事を務めた人物とする文献もある。